# Частна практика
„Частна практика“ (на английски: Private Practice) е американски медицински сериал, излъчен за първи път на 26 септември 2007 по телевизия ABC. Сериалът е разклонение на „Анатомията на Грей“ и проследява живота на Адисън Монтгомъри, чиято роля играе Кейт Уолш, която напуска болницата Сиатъл Грейс, за да се присъедини към частна медицинска практика в Лос Анджелис. Сериалът е създаден от Шонда Раймс, която е и изпълнителен продуцент заедно с Бетси Биърс, Марк Гордън, Марк Тинкър и Марти Ноксън. Последният става отговорник за сериала, поради задълженията на Раймс в „Анатомията на Грей“.

## Актьорски състав
| Актьор          | Роля                    | Специалност                                                                      | Сезони      |
| --------------- | ----------------------- | -------------------------------------------------------------------------------- | ----------- |
| Кейт Уолш       | Адисън Форбс Монтгомъри | Детски хирург, гинеколог, медицинска генетика (вижте също: „Анатомията на Грей“) | Сезон 1 – 6 |
| Тим Дейли       | Питър Уайлдър           | Специалист по алтернативна медицина, бивш член на Лекари без граници             | Сезон 1 – 5 |
| Одра Макдоналд  | Наоми Бенет             | Ендокринолог, Специалист по оплождането, Директор на Пасифик Уелкеър             | Сезон 1 – 6 |
| Тей Дигс        | Сам Бенет               | Специалист по вътрешна медицина                                                  | Сезон 1 – 6 |
| Ейми Бренман    | Вайълет Търнър          | Психиатър                                                                        | Сезон 1 – 6 |
| Пол Адълстийн   | Купър Фрийдмън          | Педиатър                                                                         | Сезон 1 – 6 |
| Кадий Стрикланд | Шарлот Кинг             | Шеф на отдела в болницата St. Ambrose                                            | Сезон 1 – 6 |
| Крис Лоуъл      | Уилям „Дел“ Паркър      | Рецепционист and медицинска сестра; готви се за "midwife"                        | Сезон 1 – 3 |

## История на продукцията

### Произход
На 21 февруари 2007, Уол Стрийт Джърнал предава, че ABC работи върху разклонението на „Анатомията на Грей“ с участието на героинята на Кейт Уолш Адисън Монтгомъри. По-късно информацията се потвърждава и става ясно, че удължен двучасов епизод на „Анатомията на Грей“ (който е излъчен на 3 май 2007 г.) ще послужи като пилотен епизод за новия сериал. В него Монтгомъри напуска болницата Сиатъл Грейс. Клиниката в Лос Анджелис е именувана Оушънсайд Уелнес Център. Излъчването на пилотния епизод представлява 22 и 23 епизод от сезона (от общо 25), и е режисиран от Майкъл Гросман, според списание Variety.

## „Частна практика“ в България
В България сериалът започва излъчване на 1 септември 2009 г. по Fox Life, всеки вторник от 21:55. Първи сезон завършва на 27 октомври. Втори сезон започва на 11 ноември, всяка сряда от 16:50. Трети сезон започва на 1 март 2011 г., всеки вторник от 21:00. На 13 септември започва четвърти сезон, всеки вторник от 21:55. На 11 септември 2012 г. започва пети сезон, а разписанието е всеки вторник в 21:10 по един епизод. Дублажът е на студио Доли. Ролите се озвучават от артистите Лидия Вълкова, Биляна Петринска, Татяна Петрова, Владимир Колев и Виктор Танев, който за кратко е заместен от Иван Танев.
На 2 март 2010 г. по БНТ 1 от 23:00 е излъчен специалният епизод „От Анатомията на Грей до Частна практика“, а самият сериал започва на 9 март, всеки вторник и сряда от 23:00. Последният епизод от първи сезон е излъчен на 30 март. На 3 август започва повторно излъчване на първи сезон, всеки делник от 23:00. Ролите се озвучават от артистите Лидия Михова, Вилма Карталска, Мина Костова, Стефан Сърчаджиев-Съра и Светозар Кокаланов.

### Издания на DVD в България
Първи сезон е издаден на DVD със субтитри на български от А+Films в три диска.